# Cutler (Maine)
Cutler è un comune degli Stati Uniti d'America, situato nello stato del Maine, nella contea di Washington.